# Conigephyra pallidula
Conigephyra pallidula är en fjärilsart som beskrevs av Erich Martin Hering 1926. Conigephyra pallidula ingår i släktet Conigephyra och familjen tofsspinnare. Inga underarter finns listade i Catalogue of Life.